# Genèses
Genèses, subtitulada «Sciences socials et histoire», és una revista científica francesa internacional trimestral, d'història i ciències socials, fundada l'any 1990 per l'historiador Gérard Noiriel, el politòleg Michel Offerlé, l'economista Robert Salais, el sociòleg Christian Topalov i el jurista Olivier Beaud, amb el suport del Centre Nacional de la Recerca Científica i el Centre national du livre. Va ser editada al principi per la Calmann-Lévy i posteriorment per l'editorial Belin.
Segueix una línia editorial lineal on el concepte és que la «història és essencial per al coneixement i la comprensió dels fenòmens socials i polítics; a canvi, la història ha d'escriure's també utilitzant les eines forjades per les altres ciències socials». Edita recerques originals de diferents àrees geogràfiques i disciplines, sempre dins els dos grans àmbits de ciències socials i història.